# راينهارد كيسر
راينهارد كيسر (بالألمانية: Reinhard Keiser)‏ هو ملحن ألماني، ولد في 9 يناير 1674 في تويشرن في ألمانيا، وتوفي في 12 سبتمبر 1739 في هامبورغ في ألمانيا.

## وصلات خارجية
- راينهارد كيسر على موقع الموسوعة البريطانية (الإنجليزية)
- راينهارد كيسر على موقع ميوزك برينز (الإنجليزية)
- راينهارد كيسر على موقع أول ميوزيك (الإنجليزية)
- راينهارد كيسر على موقع ديسكوغز (الإنجليزية)